# Camino Francés

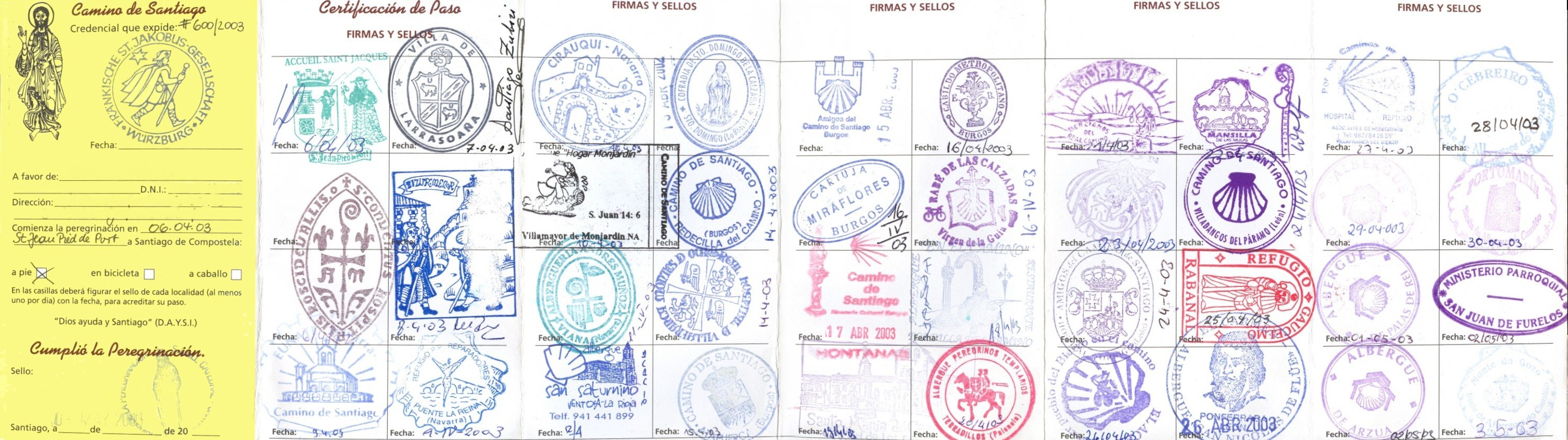
Una tipica credenziale di un pellegrino del Camino francés

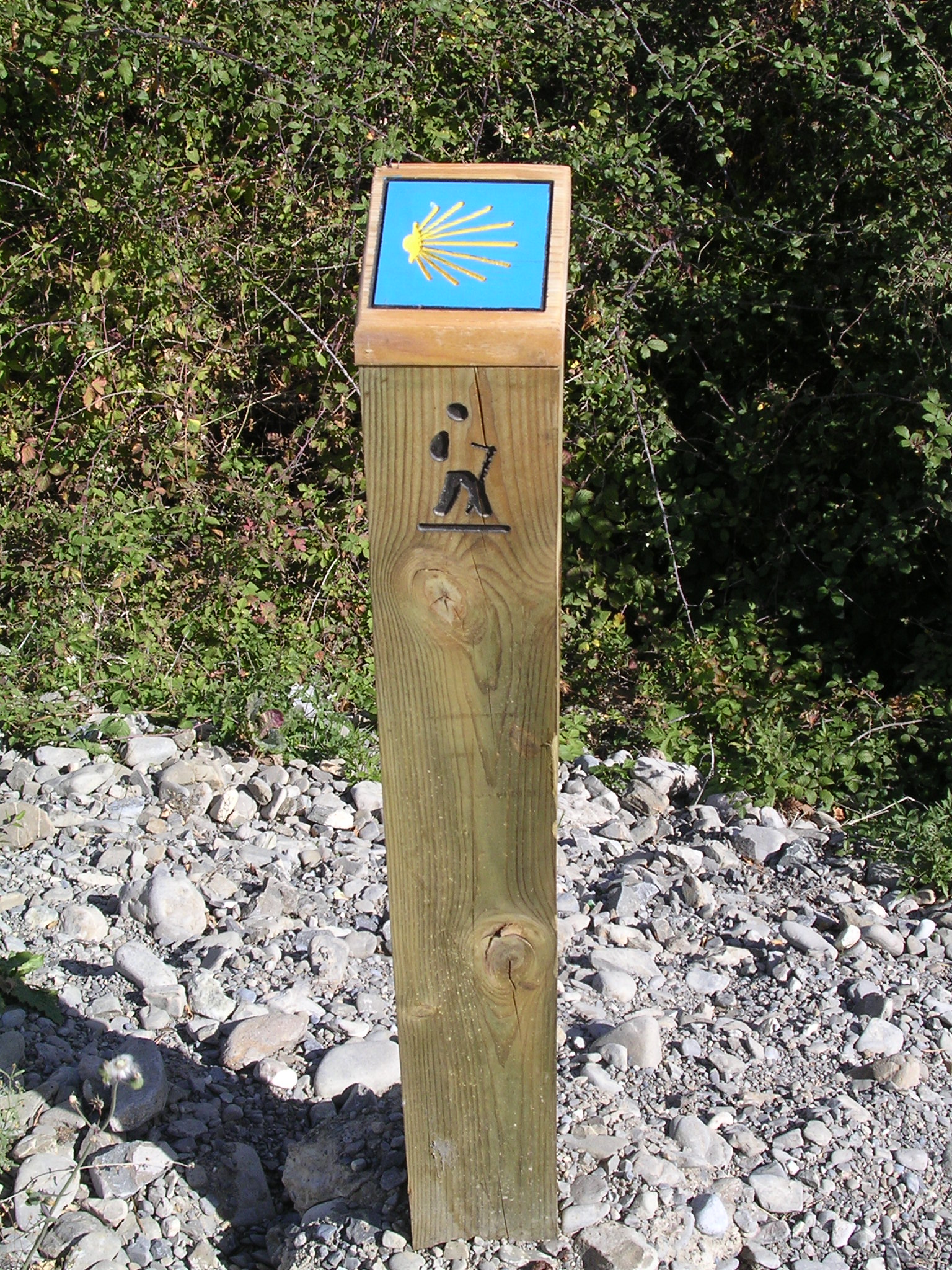
Un cippo

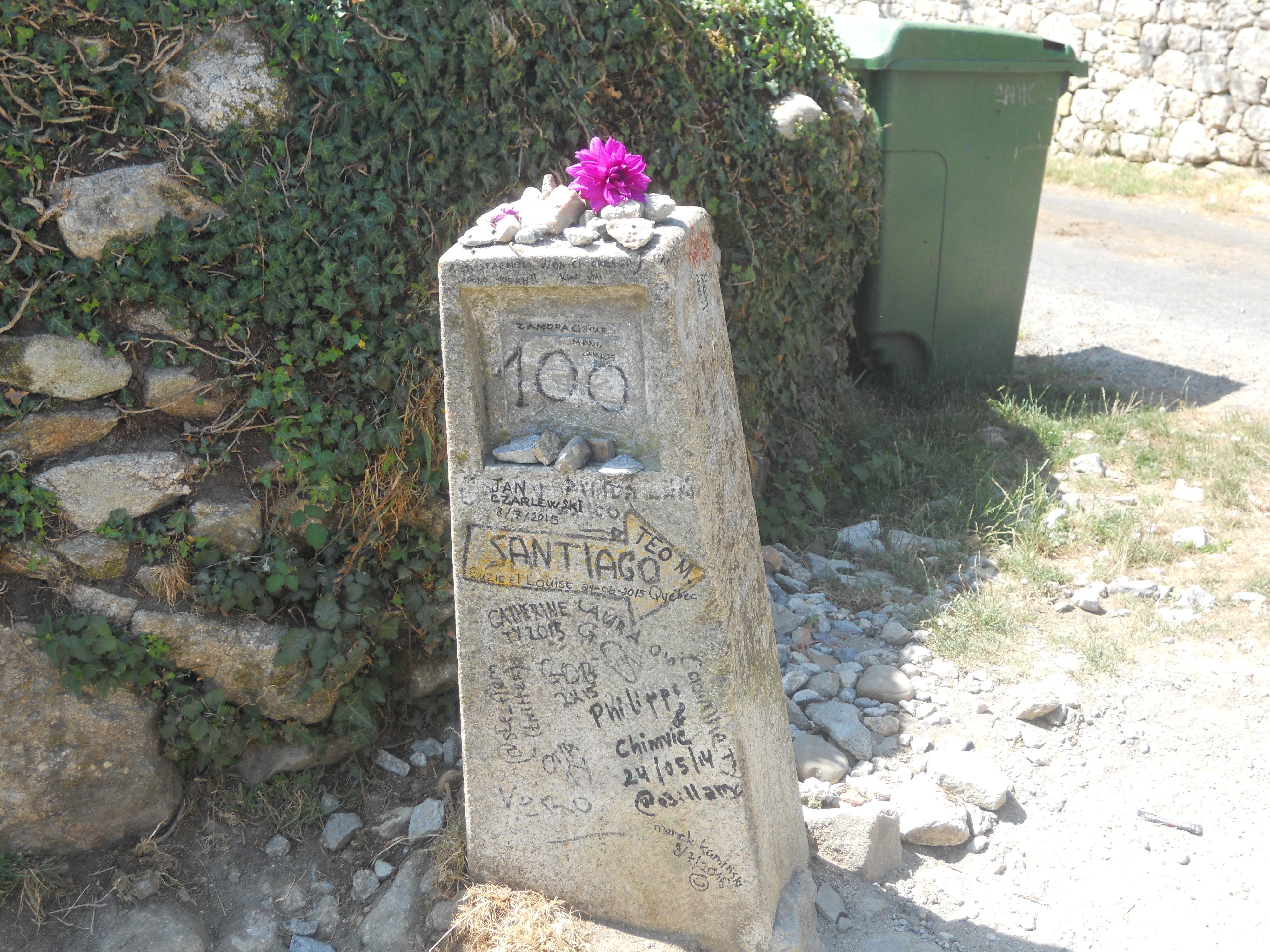
Cippo che indica gli ultimi 100 km a Santiago

Il Cammino Francese (in spagnolo Camino Francés, in francese Chemin Français in basco Frantses bidea) è la più importante e famosa strada tra quelle che compongono il Cammino di Santiago di Compostela, patrimonio dell'umanità.
Lungo circa 775 km (non esiste una versione unica di questo percorso), inizia a Saint-Jean-Pied-de-Port, versante francese dei Pirenei, per raggiungere Santiago di Compostela, in Spagna, dopo aver attraversato le regioni Navarra, La Rioja, Castiglia e León e Galizia, e le città di Pamplona, Logroño, Burgos e León. Il percorso, percorribile a piedi, in bicicletta o a cavallo, è continuamente segnato nel versante francese da segni bianco-rossi e nel versante spagnolo da frecce gialle o da piastrelle in ceramica con fondo blu e conchiglia gialla murate sulle facciate delle case o su ceppi stradali e segnali stradali.
Il percorso si svolge principalmente su terreno sterrato, ma presenta anche brevi tratti su asfalto. Nella prima tappa del percorso si valicano i Pirenei, si prosegue nei boschi della Navarra per poi raggiungere La Rioja con le sue coltivazioni. Giunti a Burgos si attraversano gli altopiani delle mesetas fino alla città di Leon. Superati i Montes de León si giunge in Galizia con i suoi boschi di eucalipti. Giunti a Santiago è possibile proseguire per raggiungere l'oceano Atlantico a Capo Finisterre, il cui nome è dovuto al fatto che fino alla scoperta dell’America veniva considerato come l'ultima delle terre emerse a occidente.

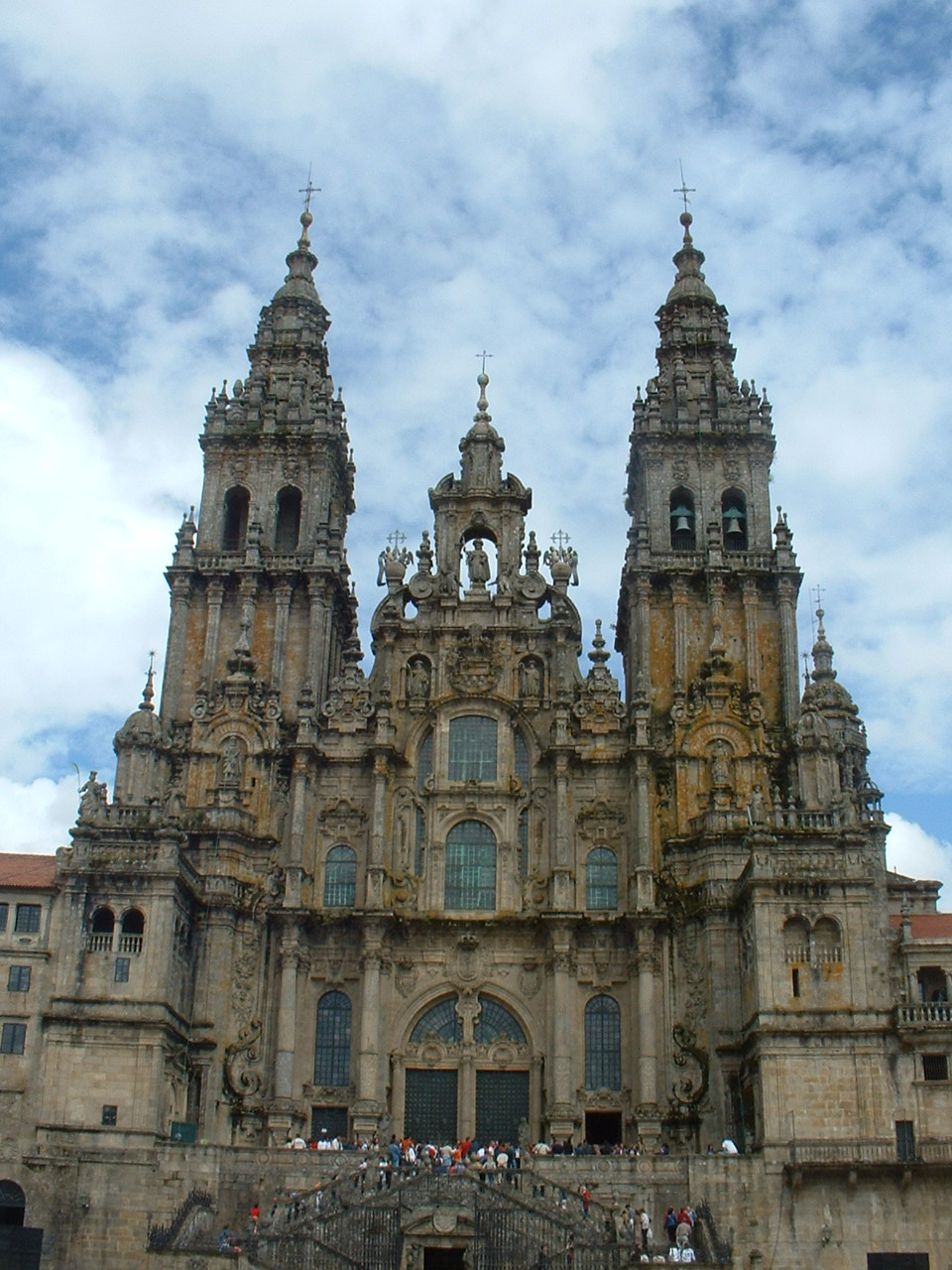
Cattedrale di Santiago di Compostela

Decine di ostelli (chiamati albergues) sono operativi lungo tutto il percorso per assicurare un letto e a volte un pasto caldo ai pellegrini a cifre modiche. Il gruppo più numeroso di pellegrini stranieri che percorre questa strada proviene dall'Italia.
Per ottenere la Compostela, il certificato che si prende una volta giunti a Santiago, bisogna percorrere almeno 100 km e farsi fare uno o più timbri sulla credenziale, un libretto che serve per dimostrare che si è percorso il tragitto necessario.

## Il percorso
Non esiste una divisione ufficiale in tappe del percorso: ogni pellegrino è libero di percorrere ogni giorno la distanza che desidera in base alle proprie capacità fisiche.
Di seguito vengono elencati i paesi e le città che si trovano lungo il Cammino, con le relative distanze chilometriche.
| Km percorsi dall'inizio del cammino | Km di distanza dal luogo precedente | Luogo                             | Note |
| ----------------------------------- | ----------------------------------- | --------------------------------- | --- |
| 0 Giorno 1                          | 0                                   | Saint-Jean-Pied-de-Port (Francia) | Giunti in città si può andare all'accoglienza dei pellegrini dove vengono fornite tutte le informazioni necessarie al pellegrino che si appresta a mettersi in cammino. Nella prima tappa si valicano i Pirenei e si attraversa il confine tra Francia e Spagna. |
| 27 Giorno 2                         | 27                                  | Roncisvalle (Spagna)              | |
| 38,4                                | 11,4                                | Bizkarreta                        | |
| 48,4                                | 10                                  | Zubiri                            | |
| 53,9 Giorno 3                       | 5,5 26,9                            | Larrasoaña                        | |
| 66,1                                | 12,2                                | Trinidad de Arre                  | |
| 69,8                                | 3,7                                 | Pamplona                          | |
| 74,5 Giorno 4                       | 4,7 20,6                            | Cizur Menor                       | Superata la città di Cizur Menor si sale sull'Alto del Perdón dove è presente un monumento ai pellegrini. |
| 86,5                                | 12                                  | Uterga                            | |
| 91                                  | 4,5                                 | Obanos                            | |
| 93,3                                | 2,3                                 | Puente la Reina                   | |
| 100,8 Giorno 5                      | 7,5 26,3                            | Cirauqui                          | |
| 106,3                               | 5,5                                 | Lorca                             | |
| 111,2                               | 4,9                                 | Villatuerta                       | |
| 116                                 | 4,8                                 | Estella                           | |
| 125,4 Giorno 6                      | 9,4 24,6                            | Villamayor de Monjardín           | |
| 137,8                               | 12,4                                | Los Arcos                         | |
| 145,5 Giorno 7                      | 7,7 20,1                            | Torres del Río                    | |
| 156,4                               | 10,9                                | Viana                             | |
| 165,8                               | 9,4                                 | Logroño                           | |
| 178,8 Giorno 8                      | 13 33,3                             | Navarrete                         | |
| 194,8                               | 16                                  | Nájera                            | |
| 200,6                               | 5,8                                 | Azofra                            | |
| 209,7 Giorno 9                      | 9,1 30,9                            | Cirueña                           | |
| 215,6                               | 5,9                                 | Santo Domingo de la Calzada       | |
| 222,1                               | 6,5                                 | Grañón                            | |
| 225,9                               | 3,8                                 | Redecilla del Camino              | |
| 238,5 Giorno 10                     | 12,6 28,8                           | Belorado                          | |
| 243,3                               | 4,8                                 | Tosantos                          | |
| 250,5                               | 7,2                                 | Villafranca Montes de Oca         | |
| 262,5 Giorno 11                     | 12 23,5                             | San Juan de Ortega                | |
| 266,2                               | 3,7                                 | Agés                              | |
| 268,7                               | 2,5                                 | Atapuerca                         | |
| 290,1                               | 21,4                                | Burgos                            | |
| 296,3 Giorno 12                     | 6,2 33,8                            | Villabilla de Burgos              | |
| 299,9                               | 3,6                                 | Tardajos                          | |
| 301,9                               | 2                                   | Rabé de las Calzadas              | |
| 310,1                               | 8,2                                 | Hornillos del Camino              | |
| 320,7 Giorno 13                     | 10,6 24,4                           | Hontanas                          | |
| 330,4                               | 9,7                                 | Castrojeriz                       | |
| 340,4                               | 10                                  | Puente Fitero                     | |
| 341,1                               | 0,7                                 | Itero de la Vega                  | |
| 349,1 Giorno 14                     | 8 28,4                              | Boadilla del Camino               | |
| 355,1                               | 6                                   | Frómista                          | |
| 358,9                               | 3,8                                 | Población de Campos               | |
| 368,6                               | 9,7                                 | Villalcázar de Sirga              | |
| 374,4 Giorno 15                     | 5,8 25,3                            | Carrión de los Condes             | |
| 391,6                               | 17,2                                | Calzadilla de la Cueza            | |
| 397,8                               | 6,2                                 | Ledigos                           | |
| 400,6 Giorno 16                     | 2,8 26,2                            | Terradillos de los Templarios     | |
| 406,5                               | 5,9                                 | San Nicolás del Real Camino       | |
| 411,4                               | 4,9                                 | Sahagún                           | |
| 414,4                               | 3                                   | Calzada del Coto                  | |
| 421,6                               | 7,2                                 | Bercianos del Real Camino         | |
| 429,4 Giorno 17                     | 7,8 28,8                            | El Burgo Ranero                   | |
| 442,4                               | 13                                  | Reliegos                          | |
| 448,4                               | 6                                   | Mansilla de las Mulas             | |
| 462,4 Giorno 18                     | 14 33                               | León                              | |
| 488,2 Giorno 19                     | 25,8 25,8                           | Villadangos del Páramo            | |
| 492,5                               | 4,3                                 | San Martin del Camino             | |
| 498,8                               | 6,3                                 | Hospital de Órbigo                | |
| 515,3 Giorno 20                     | 16,5 27,1                           | Astorga                           | |
| 519,1                               | 3,8                                 | Murias de Rechivaldo              | |
| 524                                 | 4,9                                 | Santa Catalina de Somoza          | |
| 528,2                               | 4,2                                 | El Ganso                          | |
| 535,2                               | 7                                   | Rabanal del Camino                | |
| 540,8 Giorno 21                     | 5,6 25,5                            | Foncebadon                        | |
| 545                                 | 4,2                                 | Manjarín                          | |
| 551,8                               | 6,8                                 | El Acebo                          | |
| 555,5                               | 3,7                                 | Riego de Ambros                   | |
| 560,2 Giorno 22                     | 4,7 25                              | Molinaseca                        | |
| 568,2                               | 8                                   | Ponferrada                        | |
| 583,7 Giorno 23                     | 15,5 23,5                           | Cacabelos                         | |
| 590,9                               | 7,2                                 | Villafranca del Bierzo            | |
| 598,1                               | 7,2                                 | Pereje                            | |
| 602,9                               | 4,8                                 | Trabadelo                         | |
| 606,3                               | 3,4                                 | La Portela de Valcarce            | |
| 609 Giorno 24                       | 2,7 25,3                            | Vega de Valcarce                  | |
| 611                                 | 2                                   | Ruitelán                          | |
| 616,5                               | 5,5                                 | La Faba                           | |
| 621,4                               | 4,9                                 | O Cebreiro                        | Il villaggio di O Cebreiro è posto sulla cima del Monte Cebreiro. |
| 626,9                               | 5.5                                 | Hospital de la Condesa            | |
| 633,2 Giorno 25                     | 6,3 24,2                            | Fonfría                           | |
| 641,9                               | 8,7                                 | Triacastela                       | |
| 653,9 Giorno 26                     | 12 25,4                             | Calvor                            | |
| 666,3                               | 12,4                                | Sarria                            | |
| 671,5                               | 5,2                                 | Barbadelo                         | |
| 679,3 Giorno 27                     | 7,8 25,4                            | Ferreiros                         | |
| 687,9                               | 8,6                                 | Portomarín                        | |
| 695,6                               | 7,7                                 | Gonzar                            | |
| 696,9                               | 1,3                                 | Castromaior                       | |
| 703,7 Giorno 28                     | 6,8 24,4                            | Ligonde                           | |
| 712,4                               | 8,7                                 | Palas de Rei                      | |
| 718,2                               | 5,8                                 | Casanova Mato                     | |
| 725,5                               | 7,3                                 | Furelos                           | |
| 727,5 Giorno 29                     | 2,0 23,8                            | Melide                            | |
| 738,4                               | 10,9                                | Ribadiso da Baixo                 | |
| 741,1                               | 2,7                                 | Arzúa                             | |
| 756,7 Giorno 30                     | 15,6 29,2                           | Santa Irene                       | |
| 759,9                               | 3,2                                 | Arca do Pino (Pedrouzo)           | |
| 775,7                               | 15,8                                | Monte do Gozo                     | |
| 780,2 Giorno 31                     | 4,5 23,5                            | Santiago di Compostela            | Si giunge alla meta del pellegrinaggio che termina in plaza de Obradoiro di fronte alla Cattedrale dove è situata la tomba di S. Giacomo apostolo. È possibile proseguire il cammino da Santiago fino a Capo Finisterre per altri 90 km di cammino               |
| 802,2                               | 22                                  | Negreira                          | |
| 835,2                               | 33                                  | Oliveiroa                         | Da qui la strada si biforca e si può andare a Muxia (attraversando Quintans e San Martino de Ozòn) o Finisterre |
| 853,2                               | 18                                  | Cee                               | |
| 869,2                               | 16                                  | Finisterre                        | |

| Controllo di autorità | LCCN (EN) sh2010013311 · J9U (EN, HE) 987007599840805171 |